# Adianthus bucatus
Adianthus bucatus è un mammifero erbivoro estinto, appartenente ai litopterni. Visse nel Miocene inferiore (circa 20 milioni di anni fa) e i suoi resti fossili sono stati ritrovati in Argentina. 

## Descrizione
Questo animale è noto per resti frammentari (principalmente la dentatura) e probabilmente doveva essere simile al meglio noto Adiantoides. Era un animale di piccola taglia e dalla dentatura poco specializzata, ma possedeva alcune caratteristiche insolite. La corona dei denti era più alta rispetto a quella di Adiantoides, e i premolari inferiori erano maggiormente molariformi. Il secondo incisivo inferiore e il canino inferiore erano dotati di tre creste dirette lingualmente che andavano a formare due bacini chiusi. I primi tre premolari erano dotati di due creste, mentre il quarto premolare era totalmente molariforme. 

## Classificazione
Adianthus bucatus venne descritto per la prima volta da Florentino Ameghino nel 1891, sulla base di un singolo dente dalla forma enigmatica, proveniente forse dai "Notohippus beds". Successivamente, lo stesso Ameghino descrisse una mandibola con denti, che denominò Adianthus patagonicus; in ogni caso, studi successivi hanno determinato che questo resto fossile è attribuibile alla specie tipo, A. bucatus. 
Adianthus è il genere eponimo degli adiantidi (Adianthidae), una famiglia di litopterni di piccole dimensioni e dotata di una dentatura particolare. Adianthus, nonostante sia poco conosciuto, sembrerebbe essere stato uno dei membri più specializzati della famiglia. 